# Ebracteola fulleri
Ebracteola fulleri là một loài thực vật có hoa trong họ Phiên hạnh. Loài này được (L.Bolus) Glen mô tả khoa học đầu tiên năm 1986.